# Inmigración en Uruguay

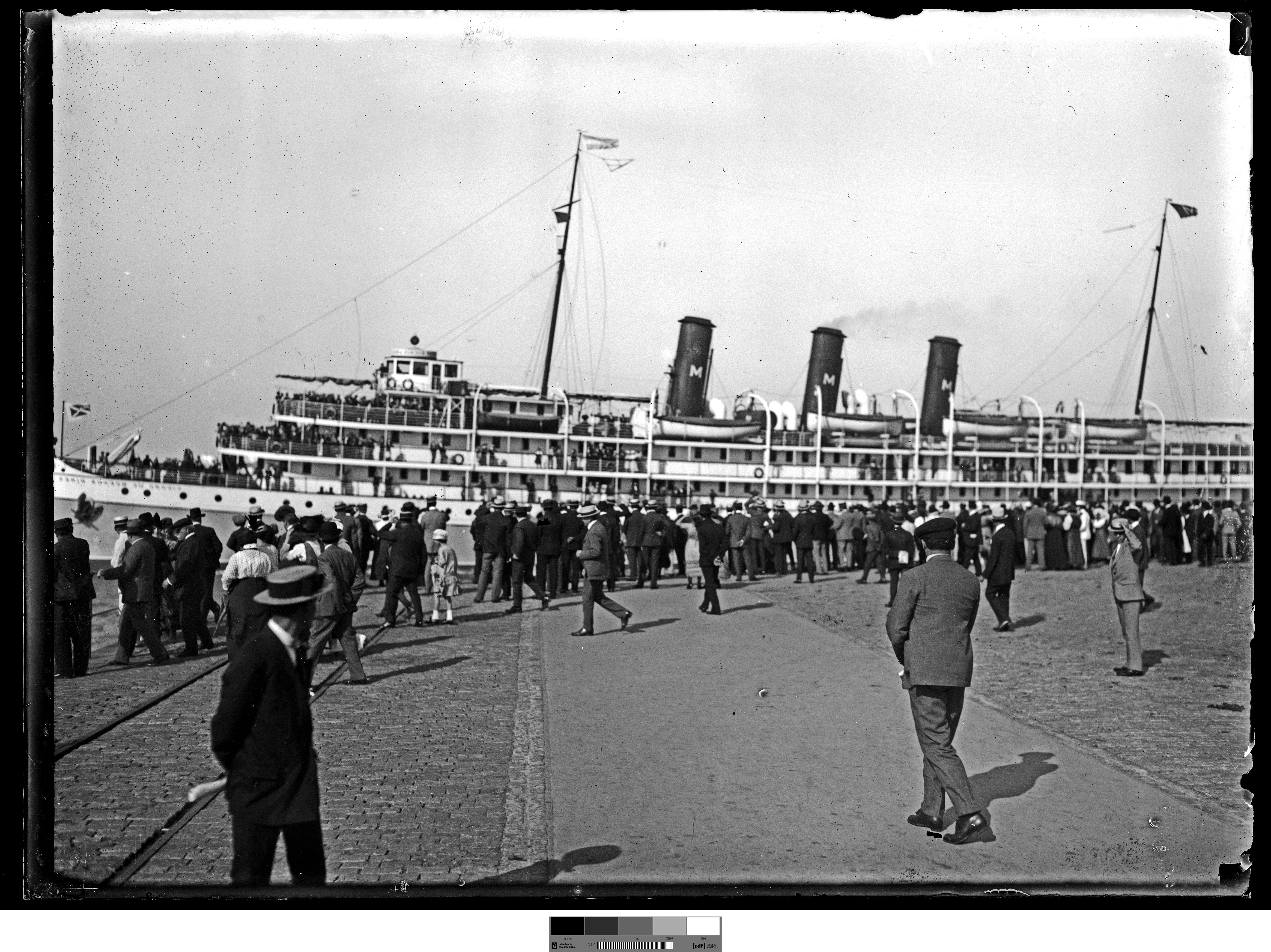
El Puerto de Montevideo fue la puerta de entrada de inmigrantes durante el y principios del siglo.

La inmigración en Uruguay corresponde a una parte fundamental de la demografía e  historia misma del país. La llegada de inmigración inició hace varios milenios a. C., con la llegada de seres humanos de origen asiático al continente americano por el Estrecho de Bering. 
La presencia de inmigrantes europeos en territorio del actual Uruguay comenzó en el siglo XVI, con la llegada de la expedición de Juan Díaz de Solís a la Banda Oriental en 1516. A partir del establecimiento de Uruguay como un Estado independiente, el país recibió inmigrantes de todo el mundo, principalmente de Europa, siendo los italianos y españoles los grupos más numerosos.A lo largo de los siglos XIX y XX, la llegada de inmigrantes europeos contribuyó al crecimiento de la población y a moldear la cultura y sociedad uruguaya.
Hacia mediados del siglo XX y durante la primera década del siglo XXI, debido a la dictadura cívico-militar de 1973-1985 y la crisis económica de 1999-2002, Uruguay se convirtió en expulsor de población. No obstante, en la segunda década del siglo XXI, se produce un nuevo cambio en las tendencias migratorias del país, que se convierte nuevamente en receptor, con la llegada de inmigrantes de países hispanoamericanos, en un inicio provenientes mayormente de Paraguay, Bolivia y Perú, y más tarde, de Venezuela, Cuba y República Dominicana.

## Historia

### Época colonial (sigloXVI-1830)
Previo a la llegada de los conquistadores españoles al Río de la Plata en 1516, el territorio del actual Uruguay estaba habitado por varios pueblos indígenas de la macro-etnia charrúa. Debido al hecho de que no poseía minerales ni otras riquezas de interés para los europeos, durante largo tiempo permaneció sin ser colonizado. Recién en 1611, Hernando Arias de Saavedra, que por entonces servía como gobernador del Río de la Plata y del Paraguay, introdujo la ganadería, lo cual provocó que la zona adquiriera importancia y se convirtiera en la reserva de ganado para los habitantes de las ciudades vecinas. En 1680, los portugueses fundaron la Colônia do Santíssimo Sacramento —actual Colonia del Sacramento—.Por su parte, el Consejo de Indias de España, para asegurar su control sobre la zona, en febrero de 1725 con aprobación del rey Felipe V autorizó el envío de 25 familias de las Islas Canarias, que se embarcaron el 9 de agosto de 1726 y arribaron a Montevideo el 19 de noviembre.
Además del afincamiento de colonos europeos, durante el gobierno colonial también tuvo lugar la llegada de esclavos africanos por medio del comercio atlántico, en un proceso de inmigración forzada. Este grupo dio origen a los afrouruguayos, y trajo consigo expresiones culturales que conformaron la identidad del país, como el candombe. Pronto llegarían oriundos de otros países europeos, principalmente alemanes, ingleses y franceses, interesados en el comercio. En la etapa colonial coexistían inmigrantes de diferentes orígenes y grupos raciales, lo cual dio lugar al mestizaje.

### Inicios del Estado independiente (1830-1890)

La Isla de Flores sirvió como lazareto durante más de 70 años para los inmigrantes que llegaban a Montevideo.

En 1830, cuando se produjo el establecimiento de Uruguay como un Estado independiente, el país contaba con aproximadamente 70 mil habitantes, por lo cual la inmigración fue vista como una necesidad por parte de los primeros gobiernos. Comenzaron a llegar inmigrantes procedentes de España, Italia y Francia, que se dedicaban a la agricultura y a la industria del saladero. Asimismo, en las zonas norte y noreste del país —los actuales departamentos de Rivera y Cerro Largo—, se produjo la llegada de inmigrantes brasileños, en una época en la que las fronteras con el Imperio del Brasil se encontraban mal definidas, además de que este país continuaba llevando a cabo una política esclavista.
La mayoría de los inmigrantes se instalaba en Montevideo, por lo cual en 1934, las autoridades de la época dictaron un decreto por el cual se autorizó la creación de la Villa Cosmópolis —actual barrio montevideano de Villa del Cerro—, con el objetivo de albergar a la población extranjera que llegaba a la ciudad.

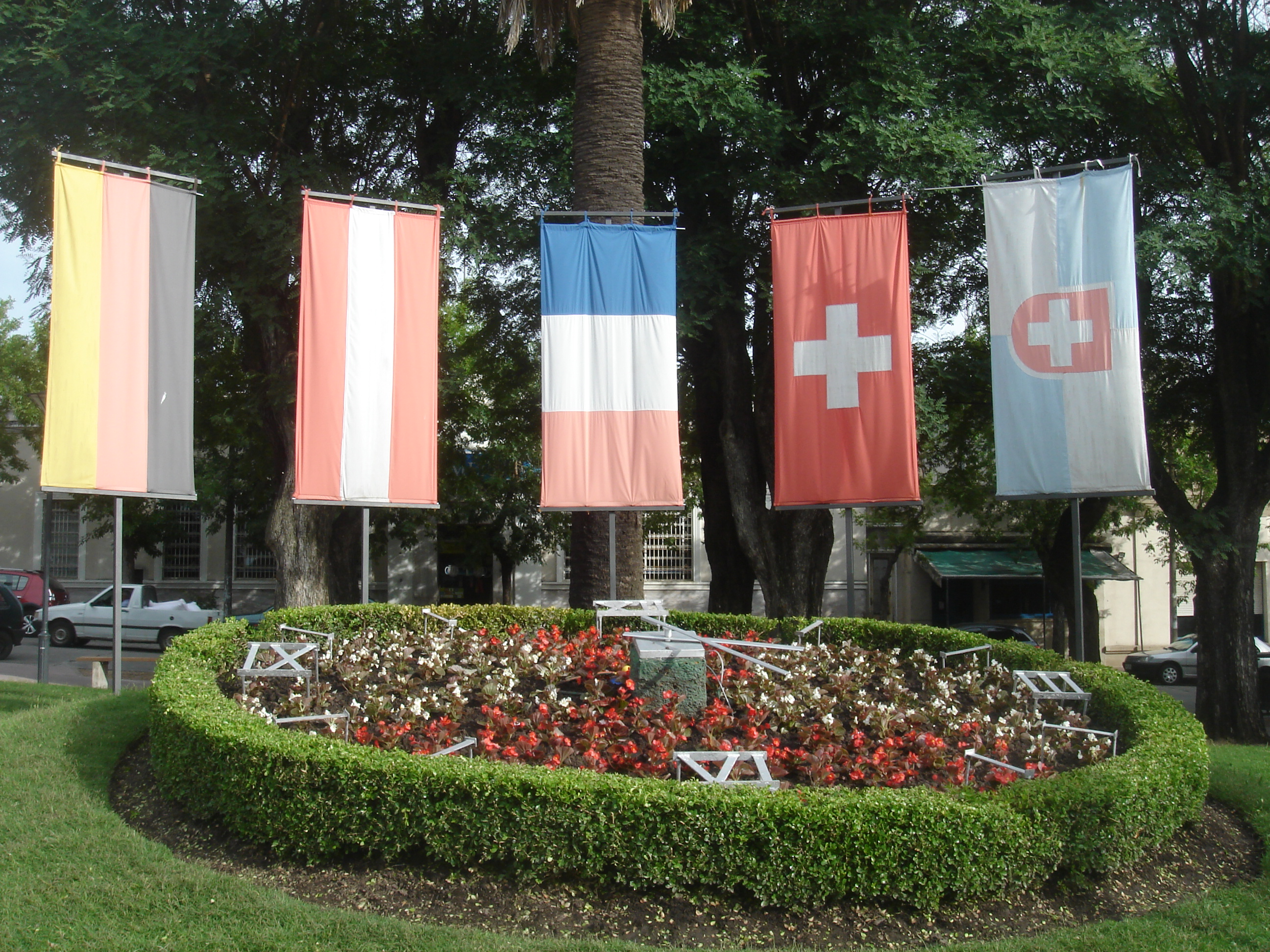
Banderas de los países o regiones de los fundadores de Nueva Helvecia.

Entre 1839 y 1851, durante el desarrollo de la Guerra Grande, la inmigración enfrentó un estancamiento. Sin embargo, tras el fin del conflicto, el flujo migratorio se incrementó, comenzando a llegar inmigrantes de otros orígenes europeos. En 1858 tuvo lugar el establecimiento Colonia Valdense —localidad fundada por individuos piamonteses seguidores de Pedro Valdo—, y en 1862, el de Nueva Helvecia, fundada por suizos como una colonia agrícola, en la cual los inmigrantes conservaron tradiciones y costumbres de sus regiones natales, así como la arquitectura.

### Gran oleada inmigratoria transatlántica (1890-1960)
Debido al importante incremento de la llegada de inmigrantes a partir de la segunda mitad del siglo XIX, en 1890 se promulgó la Ley N.º 2.096  (Ley de Migración), que favorecía a inmigrantes para mano de obra. Otorgaba numerosas facilidades para este tipo de migrantes, como ayudas en alojamiento y manutención en el Hotel de Inmigrantes, así como autorizaciones para ingresar instrumentos de trabajo libres de impuestos. No obstante, esta norma legal imponía restricciones, puesto que prohibía la inmigración de «asiáticos y africanos y de los individuos conocidos con el nombre de zíngaros o bohemios». Tras la reglamentación de la ley, varios representantes de la comunidad sirio-libanesa solicitaron al Parlamento que se derogara dicha disposición para que pudieran ingresar a Uruguay inmigrantes de Asia Menor; por lo que, mediante la Ley N.º 3,051 de 1906 se estableció que la prohibición de entrada no aplicaba «a los sirianos procedentes de la región del Líbano».

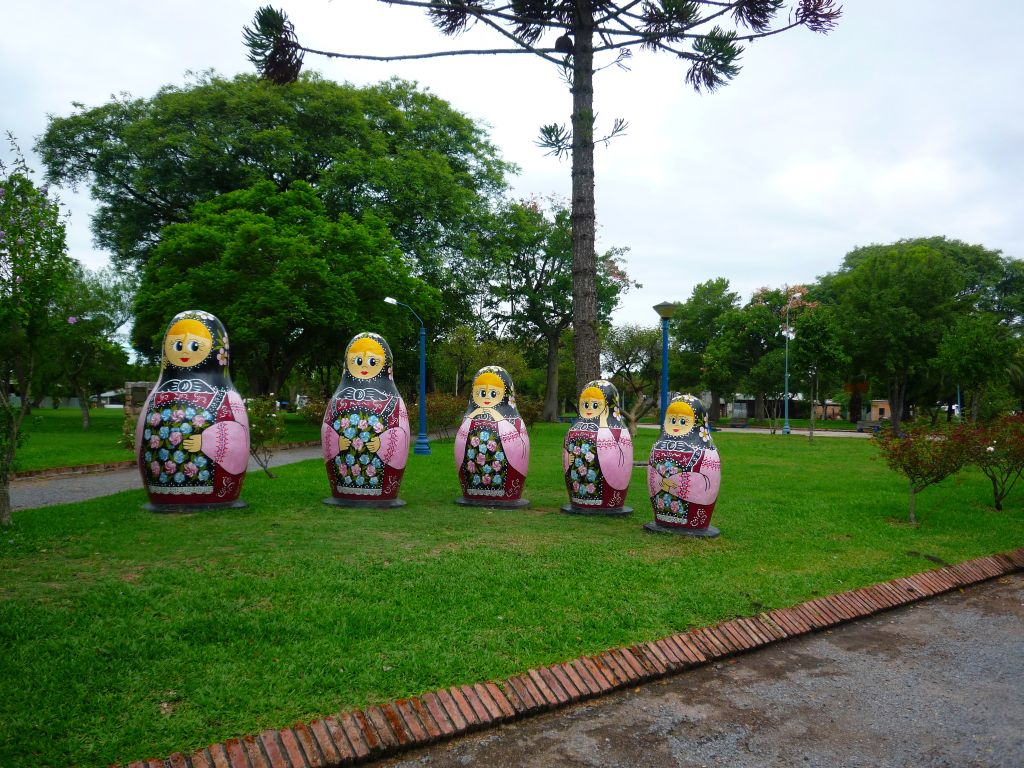
Matrioshkas en la colonia rusa San Javier

Se estima que entre 1860 y 1920 más de 600 000 inmigrantes europeos se establecieron en Uruguay. Asimismo, en 1908 el 17% de la población uruguaya era nacida en el extranjero. En los años de la Primera Guerra Mundial, los niveles de inmigración decayeron, pero tras el fin del conflicto volvieron a aumentar, destacando los diferentes orígenes, puesto que comenzaron a llegar inmigrantes de Europa Central y Oriental, así como de Asia Occidental, incluyendo una considerable cantidad de judíos. Destaca, en ese sentido, la fundación de la colonia rusa San Javier en Río Negro y de la Colonia 19 de Abril, un asentamiento agrícola judío en Paysandú. Se estima que entre 1919 y 1932 se radicaron en el país aproximadamente 100 mil inmigrantes, motivados principalmente por la devastación ocasionada por la guerra y las persecuciones étnicas.
En la década de 1930, en el marco de la dictadura de Gabriel Terra, se produjo un endurecimiento de las políticas migratorias a través de la imposición de restricciones. Mediante la Ley N.º 8.868, que derogó a la anterior de 1890, se establecieron diversas causales de rechazo, mientras que en 1936 se aprobó una nueva norma legal (Ley N.º 9.604) que agregó como causal la pertenencia «a organizaciones sociales o políticas que por medio de la violencia tiendan a destruir las bases de la nacionalidad, a todos los núcleos, sociedades, comités o partidos nacionales o extranjeros, que preconicen medios efectivos de violencia».
La aprobación de las leyes restrictivas se dio en el contexto internacional de, ascenso de Adolf Hitler al poder y el inicio de su persecución contra los judíos, así como del inicio de la guerra civil española. No obstante, a pesar de episodios de rechazo a barcos de refugiados por falta de requisitos, durante estos años llegó al país una gran cantidad de judíos europeos, y de españoles republicanos. La normativa uruguaya de entonces no permitía el ingreso al país de personas que no pudieran demostrar la solvencia necesaria como para mantenerse en el país. Sin embargo, tras la Segunda Guerra Mundial, mediante una orden del Ministerio de Relaciones Exteriores del 25 de enero de 1946, se dispuso que personas que tuvieran familiares ya residentes en Uruguay quedarían eximidos de esa obligación; de esta forma, entre enero y septiembre de 1946, se acogieron a aproximadamente 1.578 judíos sobrevivientes del Holocausto, provenientes principalmente de Polonia, Alemania y Hungría.
El 28 de febrero de 1947, el Poder Ejecutivo emitió un decreto con el que se pretendía reglamentar los aspectos referidos a la migración. Esta norma creó las figuras legales de residencia permanente y temporal.
De acuerdo a especialistas como Renzo Pi Hugarte, los inmigrantes llegados al Uruguay, principalmente durante la gran oleada transatlántica, han mostrado una fuerte tendencia a la asimilación cultural. Entre los factores que contribuyeron a que así fuera, cabe mencionar la influencia de la reforma vareliana en la educación, que logró una fuerte integración idiomática.

### Cese del flujo inmigratorio (1960-2010)
Hacia la década de 1960, con el fin de las guerras mundiales y la reconstrucción del continente europeo, el flujo migratorio hacia Uruguay disminuyó en gran medida. De hecho, debido a una serie de crisis económicas relacionadas con el agotamiento del modelo de industrialización por sustitución de importaciones y a la conflictividad social, agravada por la violencia guerrillera del Movimiento de Liberación Nacional-Tupamaros, el país comenzó a "expulsar" población, lo cual se incrementó con el golpe de Estado de 1973 y la instauración de una dictadura cívico-militar, que se extendería hasta 1985.
Durante la década de 1990 se produjo una pequeña oleada de inmigrantes provenientes de países sudamericanos como Paraguay, Bolivia, y Perú. No obstante, entre finales del siglo XX e inicios del siglo XXI, debido a una grave crisis económica, una gran cantidad de uruguayos emigraron en busca de mejores condiciones, muchos siendo beneficiados por la doble nacionalidad fruto de sus antepasados. Asimismo, ante la mejora gradual de los indicadores socioeconómicos del país en la segunda mitad de la década del 2000 y el empeoramiento de la situación de los países receptores de emigrantes uruguayos —especialmente España, con la crisis de 2008-2014—, comenzó darse un fenómeno de retorno de uruguayos, acompañados de una oleada de nuevos migrantes españoles, de perfil joven y con estudios superiores. Esto conllevó a una mejora en los saldos migratorios.

### Inmigración en la actualidad (2010-)

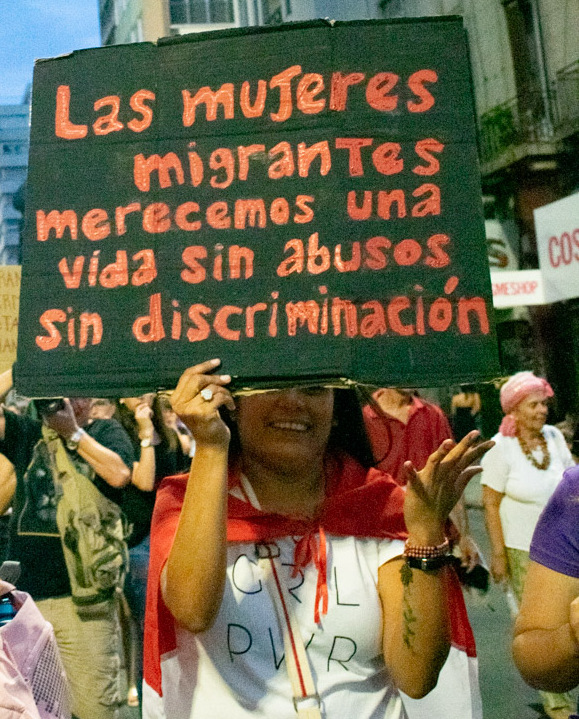
Una mujer migrante lleva un cartel donde se lee ""Las mujeres migrantes merecemos una vida sin abusos sin discriminación", en el Paro Internacional de Mujeres por el 8 de marzo, en 2020, en Montevideo.

Según datos del censo de 2011, en ese entonces, en Uruguay residían 77.003 inmigrantes y 59.327 uruguayos repatriados. No obstante, a partir de 2014, se produce una oleada de inmigración proveniente de Venezuela, como resultado de la crisis política y humanitaria que afronta ese país. En los años siguientes, se incrementó la llegada de inmigrantes de República Dominicana y Cuba, siendo junto a los de Venezuela, el origen de la mayoría de solicitantes de residencia permanente en los primeros seis meses de 2018. Con esta nueva oleada migratoria se produjo la creación de diferentes organizaciones no gubernamentales encargadas de brindar servicios de orientación y asistencia a los recién llegados. Asimismo, provocó que el tema de la inmigración sea tratado nuevamente en el ámbito político.
Debido a que el Estado uruguayo exige visado de ingreso a ciudadanos cubanos y dominicanos —desde 2014—, ante la imposibilidad de obtenerlo, la mayoría de los migrantes de estos países optan por llegar al puesto fronterizo de Rivera, donde solicitan ingresar en calidad de refugiados y buscan regularizar su situación en el Ministerio de Relaciones Exteriores una vez en el país.
En 2018, el 1,3% de los estudiantes escolares eran extranjeros, con predominio de argentinos, brasileños, españoles, venezolanos y estadounidenses, totalizando 62 nacionalidades diferentes. La llegada de inmigrantes trajo consigo el aumento de niños en convivencia con la sociedad y la educación del país, tal así que en solo los primeros cuatro meses del 2018, había un 48% más estudiantes extranjeros en las escuelas del Centro de Montevideo con respecto al año anterior, así como una creciente demanda en distintos tipos de centros educativos.
A partir de 2020 se inició una nueva oleada de inmigración proveniente de Argentina, motivada principalmente por la crisis económica que ese país enfrenta desde 2018 y que se vio acentuada con la pandemia de COVID-19. En 2021, el 84% de los solicitantes de residencias permanentes era de origen argentino. La mayoría de estos inmigrantes se estableció en los departamentos de Canelones, Montevideo y Maldonado.
De acuerdo con el censo de 2023, entre 2013 y 2022 se establecieron en Uruguay 62.000 extranjeros.
Entre los varios pueblos que inmigraron a Uruguay se destacan: españoles (incluyendo gallegos, vascos, catalanes y oriundos de otras regiones como Andalucía e Islas Canarias), italianos, franceses (especialmente de origen vasco, bearnés y alsaciano), ingleses, escoceses, alemanes, irlandeses, suizos, austriacos, polacos, lituanos, húngaros, belgas, eslovenos, croatas, griegos, rusos, ucranianos, judíos de varias procedencias, y gitanos, sirios, libaneses, palestinos y armenios. Hay escasa población asiática, en general de Japón, China y Corea.

## Inmigración europea

### Europa occidental

#### Alemanes
La inmigración alemana a Uruguay inició en la segunda mitad del siglo XIX, con la llegada de un contingente de personas provenientes de las regiones de Baja Sajonia, Baviera y Baden-Baden. No obstante, se considera que el primer alemán en arribar al territorio uruguayo fue Ulrich Schmidl, en el siglo XVI. La mayoría de los alemanes que inmigraron a Uruguay se dedicó al comercio o a actividades agropecuarias.Además de en Montevideo, se afincaron en la zona suroeste y litoral oeste del país, principalmente en los departamentos de Colonia, San José, Soriano y Río Negro. En la segunda mitad de la década de 1940, llegaron a Uruguay varios contingentes de alemanes y austríacos de origen campesino que habían perdido sus tierras a causa de la Segunda Guerra Mundial, y que con el apoyo del gobierno uruguayo fundaron tres colonias: El Ombú, Gartental y Delta, en las cuales mantuvieron sus costumbres e idioma, que forma parte del currículo educativo.
Entre estos inmigrantes se practicaban diferentes religiones, habían cristianos protestantes, menonitas, así como judíos. En 1846 tuvo lugar la fundación de la Iglesia Evangélica Alemana, por parte de llegados desde el puerto de Hamburgo. Por su parte, la mayoría de los judíos alemanes llegaron a Uruguay entre 1932 y 1942, y se agruparon en la Nueva Congregación Israelita de Montevideo (NCI). La comunidad alemana fundó diferentes asociaciones y organizaciones con el objetivo de preservar su cultura, como el Club Alemán (1866), el Club Alemán de Remo (1922), y el Círculo Alpino de Montevideo (1934).
En el censo de 2011 se contabilizaron 1.167 alemanes residentes en Uruguay, mientras que se estima que aproximadamente 40.000 uruguayos poseen ascendencia alemana.

#### Británicos

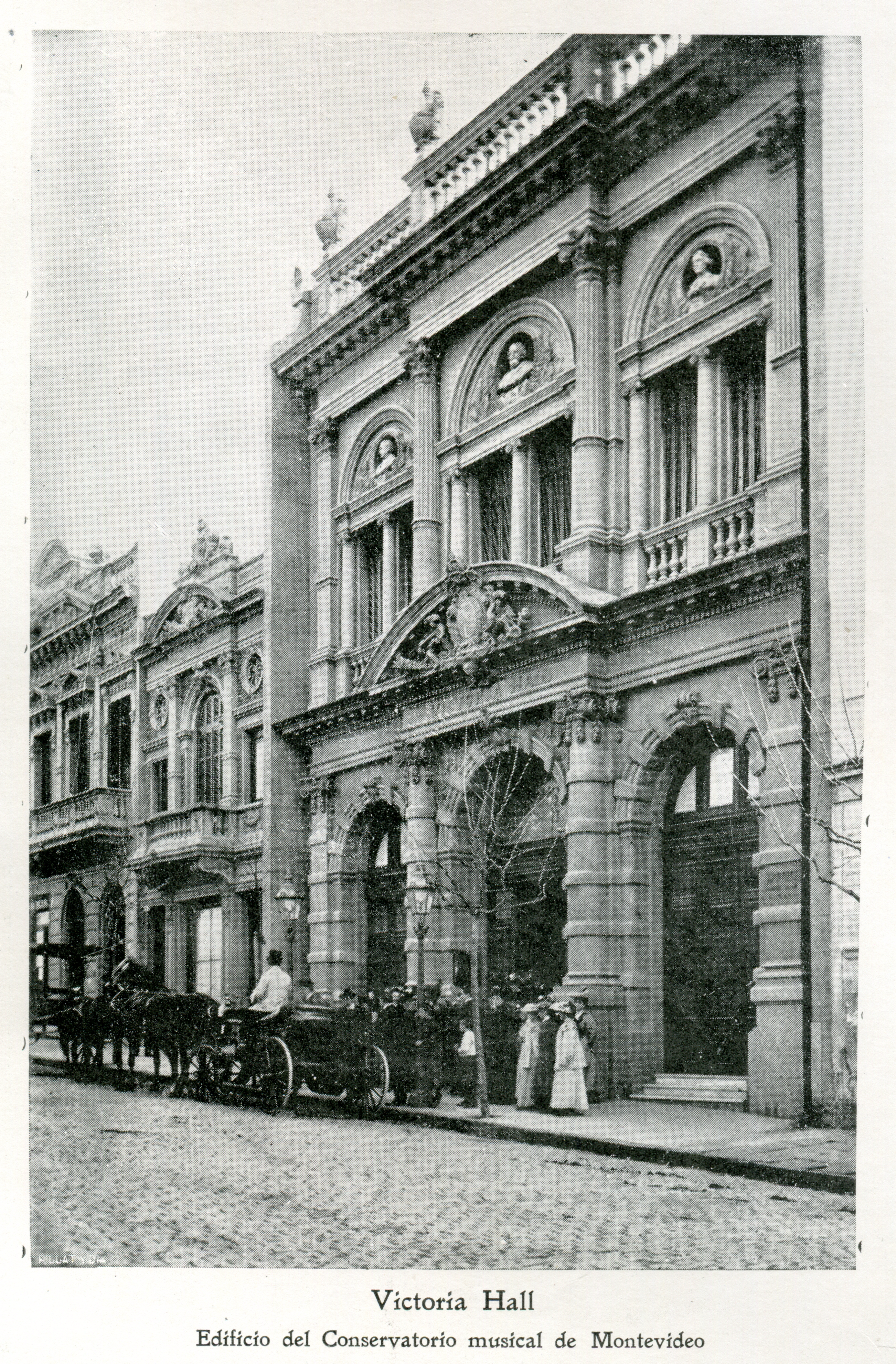
Victoria Hall, teatro nombrado en honor a la reina Victoria.

La presencia británica en el Río de la Plata se remonta a la época colonial, período en el cual Gran Bretaña ejerció una fuerte influencia en la región, incidiendo en la constitución de Uruguay como un Estado independiente. El país se caracteriza por una importante herencia británica, que influyó en la sociedad uruguaya, tales como la introducción de deportes ingleses, como el fútbol y el rugby.En los años posteriores a 1830, en el marco de la época victoriana, los británicos estuvieron involucrados en la industrialización de la economía del país, al punto de que se considera que Uruguay era una "colonia informal". La mayoría de las empresas —como la Central Uruguay Railway Company y Montevideo Waterworks Company, dedicadas al ferrocarril y al abastecimiento de agua, respectivamente—, eran de capital inglés.
En un inicio, una gran parte de los inmigrantes británicos se establecieron en el interior del país, montando estancias e iniciando la importación de razas pedigrí de ganado, razón por la cual se convirtieron en parte de la clase alta rural de la segunda mitad del siglo XIX. Con el aumento de la inmigración británica se establecieron diferentes poblados en el interior del país, que estaban estrechamente vinculadas con sus intereses económicos, como Conchillas y Barker en el departamento de Colonia, y San Jorge en el departamento de Durazno. Por otro lado, en Montevideo, en 1898 la Central Uruguay Railway Company construyó viviendas para los empleados del ferrocarril —en su mayoría inmigrantes británicos pobres—, en el actual barrio de Peñarol, que por entonces era un poblado en las afueras de la ciudad. La zona recibió el nombre de "Nuevo Mánchester" y está caracterizada por el predominio de la arquitectura victoriana. Se establecieron además, lugares de esparcimiento y clubes deportivos, como el Central Uruguay Railway Cricket Club.

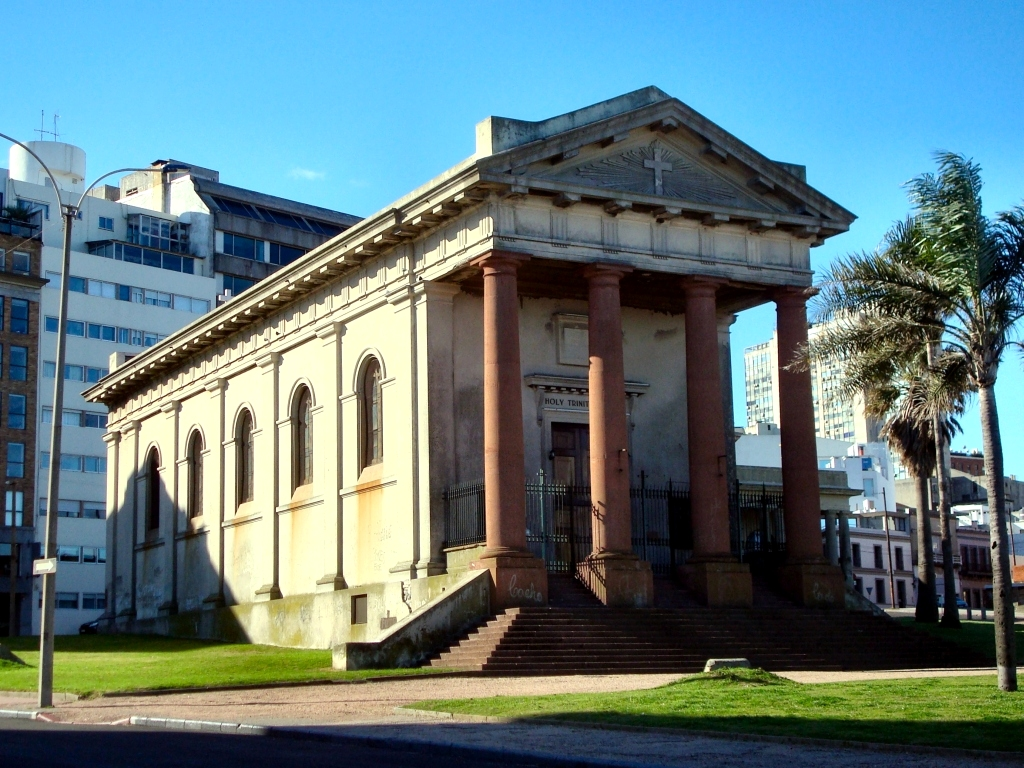
Templo Inglés de la Ciudad Vieja

La influencia británica en la sociedad uruguaya de inicios del siglo XX se evidencia en que se conducía por el lado izquierdo. La mayoría de los inmigrantes ingleses que llegaron al país a lo largo de la historia profesaban la fe anglicana, por lo cual en la década de 1840 por iniciativa del empresario Samuel Lafone  se solicitó al gobierno uruguayo la autorización para la construcción de un templo protestante. El Templo Anglicano de la Santísima Trinidad fue inaugurado en 1845.La comunidad anglo-uruguaya han constituido numerosas organizaciones e instituciones, siendo algunos ejemplos la Sociedad del Cementerio Británico, el Hospital Británico, el Club Uruguayo-Británico, y el The British Schools. Asimismo, estableció varios medios de prensa, como el The Montevideo Times.
En 2015, residían en Uruguay 690 nacidos en las islas británicas.

#### Españoles
La inmigración española en Uruguay inició durante el período colonial. En 1811 la mayoría de los colonos europeos y criollos eran de origen español, y se encargaban de la administración, los asuntos religiosos, gubernamentales y comerciales. En los años posteriores a la instalación de Uruguay como un Estado independiente, los españoles constituyeron el mayor grupo de inmigrantes que llegó al país, lo cual determinó el acervo genético y cultural de la población uruguaya, y contribuyó en la consolidación del Estado-nación. Iniciando a mediados del siglo XIX, en su mayoría provenían de Galicia, el País Vasco y Cataluña.

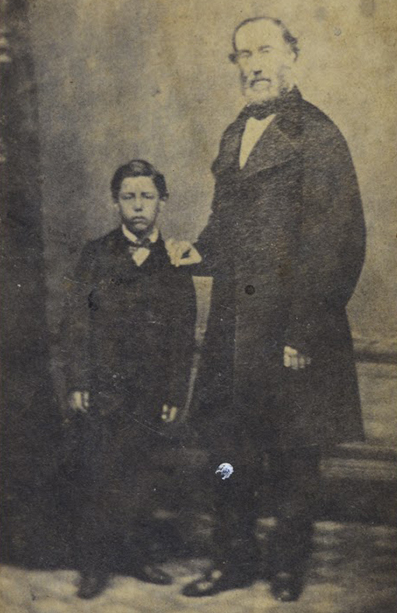
José Batlle y Ordóñez junto a su padre, Lorenzo Batlle. Padre e hijo son primera y segunda generación, respectivamente, de uruguayos descendientes de catalanes.

La comunidad española en Uruguay creció durante la gran oleada transatlántica, de tal manera que en 1908 representaba el 30% de los extranjeros residentes del país. Esto contribuyó al rápido incremento de la población uruguaya durante el cambio de siglo. La inmigración se mantuvo durante las décadas siguientes, incrementando nuevamente tras el estallido de la guerra civil española y la posterior dictadura de Francisco Franco. La situación económica, social y política de Uruguay, en el marco de la era del neobatllismo y la "Suiza de América", propiciaba la inmigración, por lo que entre 1946 y 1958 se establecieron en el país 37.043 inmigrantes españoles. En 2008, residían en Uruguay 41.034 españoles, siendo mayoritariamente de Galicia.
Los inmigrantes españoles moldearon, junto a los italianos, la sociedad uruguaya; la mayor parte de las tradiciones culturales y religiosas del país se tratan de influencia de estos inmigrantes. Festividades como la Noche de San Juan y costumbres como las Doce uvas se encuentran fuertemente arraigadas en la cultura local. En términos de proporción, Uruguay es uno de los países de Hispanoamérica que más inmigrantes hispanos recibió en relación con su población; se estima que aproximadamente 1,8 millones de uruguayos descienden de españoles, solo variando en generaciones. Por medio de la Ley de Memoria Histórica de España, aprobada por el Congreso de los Diputados el 31 de octubre de 2007, una considerable cantidad de uruguayos nietos de ciudadanos españoles exiliados durante la guerra civil pudieron tramitar su nacionalidad española.
Un aspecto importante de la inmigración española de principios del siglo XX incluyó la creación y el establecimiento de asociaciones (conocidas también como «casas») para difundir el patrimonio y la cultura, así como para reunir a sus respectivas comunidades migrantes. Entre ellas destacan el Centro Gallego en Montevideo –el más antiguo del mundo–, el Centro Asturiano o el Casal Català de Montevideo. También se establecieron clubes deportivos y sociedades de socorro mutuos, como la mutualista Asociación Española, fundada en 1853 y una de las más importantes del país.

##### Vascos
La presencia vasca en Uruguay se remonta a la época de la conquista del territorio, puesto que el fundador de Montevideo, Bruno Mauricio de Zabala era oriundo de Durango. Sin embargo, la inmigración vasca considerable comenzó en la década de 1820, estimándose la llegada de aproximadamente 15.000 vascos a Montevideo. A partir de 1870, y hasta los primeros años del siglo XX se produce una oleada inmigratoria producida debido a la tercera guerra carlista y sus consecuencias en el medio rural, así como al servicio militar obligatorio en Francia. Ante esto, cabe destacar que los vascos llegados a Uruguay provenían no solo de España, sino también del País Vasco francés, región de los Pirineos Atlánticos.  Eran en su mayoría, campesinos pobres que emigraban para conseguir una mejor posición económica de forma fácil, y que a su llegada se empleaban como albañiles o herreros en las zonas urbanas, o como peones en el campo.
En los primeros años del siglo XX se crearon diferentes organizaciones e instituciones para reunir a la comunidad vasca en Uruguay, tanto en Montevideo como en el interior del país. En la década de 1930 y hasta mediados de siglo, continuó la llegada de vascos motivados por cuestiones políticas, así como por la devastación a causa de la guerra civil.

#### Franceses
Siendo el tercer grupo europeo más numeroso –por detrás de los españoles e italianos–, los inmigrantes franceses comenzaron a llegar al país de forma considerable durante la primera mitad del siglo XIX. Entre 1832 y 1842, 13.922 franceses, provenientes en su mayoría del País Vasco francés y Bearne, se establecieron en Uruguay. Según estimaciones, en 1841 la colonia gala en la capital estaba compuesta por aproximadamente 18.000 personas, casi la tercera parte de su población total. Durante el sitio de Montevideo en el marco de la Guerra Grande (1839-1851), gran parte de los que defendían la ciudad eran franceses. Asimismo, tras el primer ascenso al poder de Juan Manuel de Rosas en la Confederación Argentina, una importante cantidad de franceses asentados en Buenos Aires decidieron establecerse en Uruguay.
Una nueva oleada se dio entre las décadas de 1860 y 1880, destacando un contingente francés que en 1862 contribuyó –junto a alemanes y suizos, que era el grupo mayoritario–, a la creación de la localidad de Nueva Helvecia, en el departamento de Colonia. Los franceses que llegaban a Uruguay en la segunda mitad del siglo XIX se establecieron en diferentes lugares del país, entre los que destacan, la zona centro y noreste, donde una considerable cantidad se dedicó a la minería de la mano de la Compagnie Francaise d'Or de l'Uruguay;y la zona sur, en la cual miembros de la comunidad gala oriundos de Alsacia y Lorena fundaron la localidad de Libertad, a la cual nombraron en honor al deseo de que su región de origen, anexionada por el Imperio alemán durante la guerra franco-prusiana, sea liberada. Hacia finales del siglo XIX e inicios del siglo XX, la inmigración francesa formaba un lugar importante en la población uruguaya.

#### Irlandeses
La presencia hiberna en Uruguay se remonta a la época colonial, con la segunda de las invasiones inglesas al Río de la Plata que llevaron a la captura y control de Montevideo de las fuerzas lideradas por Samuel Auchmuty. Durante el período de dominio, un grupo de mercaderes provenientes de la isla de Irlanda se asentaron en la ciudad. En el marco de la lucha de independencia, las fuerzas de José Gervasio Artigas recibieron apoyo de Pedro Campbell, marino proveniente de Tipperary, que tuvo un papel importante en la organización de la flota artiguista.
Tras el establecimiento de Uruguay como un Estado independiente, se produjo la llegada de una considerable cantidad de irlandeses adinerados, los cuales se establecieron en Montevideo y formaron parte de la burguesía de la ciudad como directivos de empresas que en ese entonces estaban en manos de capital británico. La gran hambruna irlandesa conllevó a que miles de campesinos emigraran a Uruguay; existen registros de campesinos del distrito de Kilrane, Condado de Wexford que se afincaron en las zonas rurales de los departamentos de Río Negro y Paysandú.
A mediados del siglo XX, educadores e integrantes de la congregación católica irlandesa Hermanos Cristianos se afincaron en el país, y fundaron el colegio Stella Maris en 1955. Tres años más tarde se estableció oficialmente la rama en Uruguay de la Legión de María.

#### Italianos
La inmigración italiana fue el segundo grupo migratorio más numeroso e importante que recibió Uruguay a lo largo de su historia, por lo que se trata de una de las comunidades extranjeras más representativas desde la primera mitad del siglo XIX.En 1908, el 34,3% de los residentes extranjeros del Uruguay era de origen italiano, siendo superados únicamente por los españoles. La cultura uruguaya presenta un gran número de similitudes con la italiana en términos de lenguaje, gastronomía, arquitectura y tradiciones. El español uruguayo presenta una fuerte influencia de los dialectos de las diferentes regiones de origen de los inmigrantes que llegaban al país.

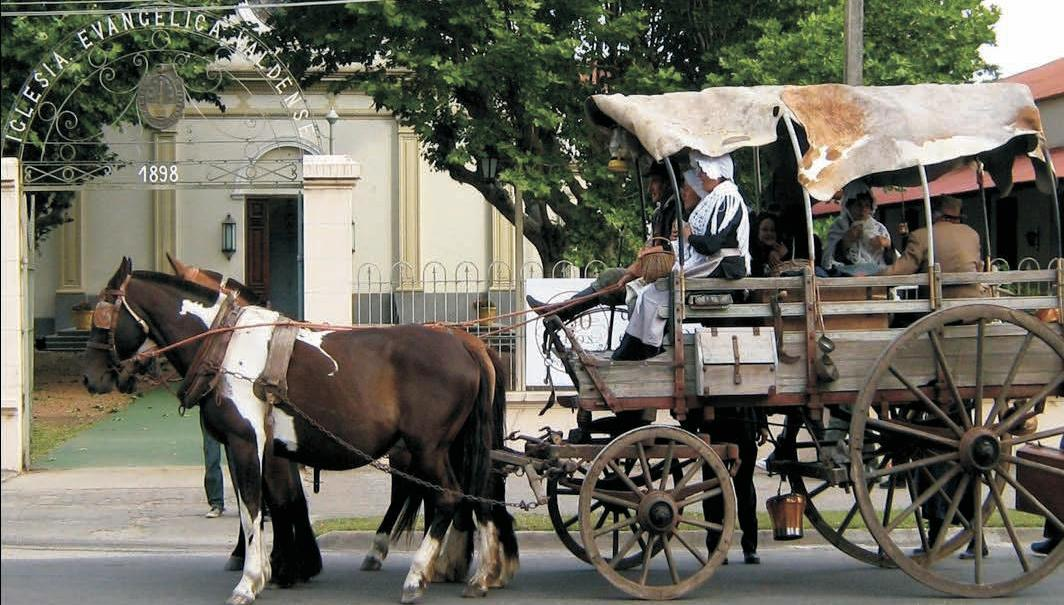
Habitantes de Colonia Valdense con ropa típica en un carruaje durante los festejos por el 150° Aniversario de la ciudad, 2006.

La llegada de italianos de forma masiva inició en la década de 1840 y se extendió hasta 1960, después del milagro económico. Tras la unificación italiana en 1861, la cantidad se acrecentó notablemente; en los últimos años del siglo, llegaron a Uruguay más de 110 000 italianos. No solo se afincaban en Montevideo, sino también en el interior del país, principalmente en ciudades como Mercedes, Paysandú y Salto. Asimismo, conformaron diversos asentamientos, como la Colonia Valdense en el departamento de Colonia, fundada por inmigrantes provenientes de zonas rurales de Piamonte y seguidores del movimiento valdense de Pedro Valdo.
En las últimas década del siglo xix se comenzaron a fundar instituciones y sociedades que reunían a la comunidad italiana de Uruguay. En 1918 existían en Montevideo veintiséis asociaciones italianas, la más antigua de ellas era la Società Reduci Patrie Battaglie, fundada en 1878. También se instalaron la Cámara de Comercio Italiana —la primera en el mundo—, y el Banco Italiano del Uruguay. En 1892 se inauguró el Hospital Italiano de Montevideo —nombrado en honor al rey Humberto I—. Más tarde se abrieron varias escuelas italianas, que en 1886 se fusionaron, dando lugar a la Scuola Italiana delle Società Riunite, que en 1918 pasó a llamarse Scuola Italiana di Montevideo.
Según fuentes oficiales italianas, aproximadamente un millón de uruguayos tiene algún grado de ascendencia italiana. Sin embargo, en 2017, se estimó que esa suma alcanza el millón y medio —el 40 % de la población total de Uruguay—. Fuera de Italia, Uruguay es uno de los país con mayor porcentaje de italianos en proporción a su población.

### Europa Central y Oriental

#### Croatas
Existe una escasa documentación acerca de la inmigración de croatas a Uruguay, debido al hecho de que durante gran parte de su historia, el pueblo croata no contó con un Estado propio, sino que enmarcó en otros Estados. No obstante, los primeros registro de colonos croatas en Uruguay se ubican en el siglo XVIII, y refieren a marineros que abandonaron los barcos venecianos y españoles, estableciéndose en la región. El testimonio más antiguo al respecto es el testamento de Šimun Matulić, de 1790, en el que se dice que nació en la isla de Brač, durante la República de Venecia y que dejó en testamento a varios individuos con apellidos croatas para cuidar sus propiedades en Montevideo.
A finales del siglo XIX, en el marco de la política aperturista de la inmigración por parte del gobierno uruguayo, se produjo una llegada más notable de croatas hacia Uruguay, provenientes principalmente la región dálmata. La mayoría se estableció en Montevideo, sin embargo, se establecieron pequeñas comunidades en localidades como Conchillas y Carmelo, donde se dedicaron al transporte marítimo.
De acuerdo a diversas estimaciones, en Uruguay habitan aproximadamente 5.000 descendientes de inmigrantes croatas, principalmente de tercera y cuarta generación.

#### Eslovenos
La comunidad eslovena en Uruguay, a pesar de ser una de los grupos migrantes minoritarios del país, es la tercera más grande del América del Sur. Los primeros inmigrantes oriundos de los territorios tradicionales de Eslovenia llegaron a Uruguay a finales del siglo XIX, no obstante, la inmigración se acentuó durante las dos guerras mundiales. Provenían principalmente de la región de Transmurania y del litoral esloveno.
En 1935, con el objetivo de mantener sus tradiciones y costumbres, así como de reunir a los inmigrantes eslovenos en el país, se fundó en Montevideo, la Primera Sociedad Eslovena Transmurana, la más antigua de América del Sur. Para entonces, la comunidad eslovena en Uruguay estaba formada por aproximadamente 1.500 personas.

#### Húngaros
La inmigración húngara considerable se inició a finales del siglo xix, sin perjuicio de que en la primera mitad del siglo, ya se habían asentado en Uruguay un número individuos de origen magiar, entre los que destaca Debály Ferenc József (1791-1859), compositor del Himno Nacional Uruguayo. La llegada de la mayor cantidad de húngaros se dio entre las décadas de 1920 y 1930, época en la que Hungría tenía lugar una crisis económica –como producto de las reparaciones que debía afrontar tras la Primera Guerra Mundial–, y una oleada de gobiernos autoritarios. Una vez llegados a Uruguay, constituyeron asociaciones como la Sociedad de Trabajadores de Lengua Húngara de tendencia izquierdista en 1925, y el Club Húngaro del Uruguay en 1936, con el objetivo de reunir a toda la comunidad, y preservar su lengua y tradiciones.
A partir del ascenso al poder de Miklós Horthy y la implementación de políticas antisemitas, un número considerable de judíos húngaros llegaron al Puerto de Montevideo, y una vez establecidos en el país se congregaron en la Sociedad Israelita Húngara del Uruguay, que en 1940 fue una de las instituciones fundadoras del Comité Central Israelita del Uruguay. El arribo de personas de este grupo se extendió hasta fines de la década de 1950. La única víctima uruguaya del Holocausto fue Ana Bálog, una niña nacida en Montevideo e hija de inmigrantes húngaros.

#### Lituanos
La inmigración de lituanos a Uruguay tuvo lugar principalmente en las primeras décadas del siglo XX, y estuvo motivada por la inestabilidad política y conflictos bélicos que atravesaba Lituania tras su independencia del Imperio Ruso en 1918. La comunidad lituano-uruguaya es la tercera más numerosa en América del Sur, por detrás de la brasileña y la argentina.
Se estima que entre 1920 y 1930 llegaron a Uruguay alrededor de diez mil lituanos, principalmente de origen rural. La mayoría de ellos se asentó en Villa del Cerro y se dedicó a oficios manuales y a la industria frigorífica. La comunidad se encontrada dividida entre católicos e izquierdistas, por lo que se establecieron diferentes instituciones para representar a cada grupo: la Asociación Cultural Uruguay-Lituania (en lituano: Urugvajaus Lietuviu Kulturos Draugija) de orientación católica, y el Centro Lituano del Uruguay (en lituano: Urugvajus Lietuviu Centro) de inspiración comunista. Esta división ideológica también se vio reflejada en la creación de distintos periódicos, como el Naujoji Banga, que era cercano al Partido Socialista.
Este movimiento migratorio incluyó a su vez, una moderada cantidad de judíos lituanos.

#### Polacos
La inmigración de polacos a Uruguay comenzó en la segunda mitad del siglo XIX, tras el Levantamiento de Enero. Los primeros en arribar al país fueron refugiados políticos, entre los que destacan, el médico Julio (Julian) Jurkowski –primer profesor de anatomía y decano de la Facultad de Medicina–, el docente y funcionario Erazm Bogoria-Skotnicki, y el arquitecto Jan Łukasiewicz.
En 1932, por iniciativa de los sacerdotes palotinos Augustyn Zaraz y Józef Chudziński, se construyó la primera iglesia polaca de Uruguay, ubicada en el barrio montevideano de Atahualpa. En el mismo predio se estableció la Casa Polaca, donde se organizó una biblioteca y una escuela para que los hijos de los inmigrantes pudieran tomar clases de lengua e historia del país de sus antepasados.
En el período de entreguerras, se estima que llegaron a Uruguay, aproximadamente 8.000 inmigrantes polacos. Durante la Segunda Guerra Mundial, la comunidad polaca organizó diversas campañas de apoyo y 100 voluntarios se trasladaron a Europa a luchar bajo el mando del general Władysław Sikorski.

#### Suizos

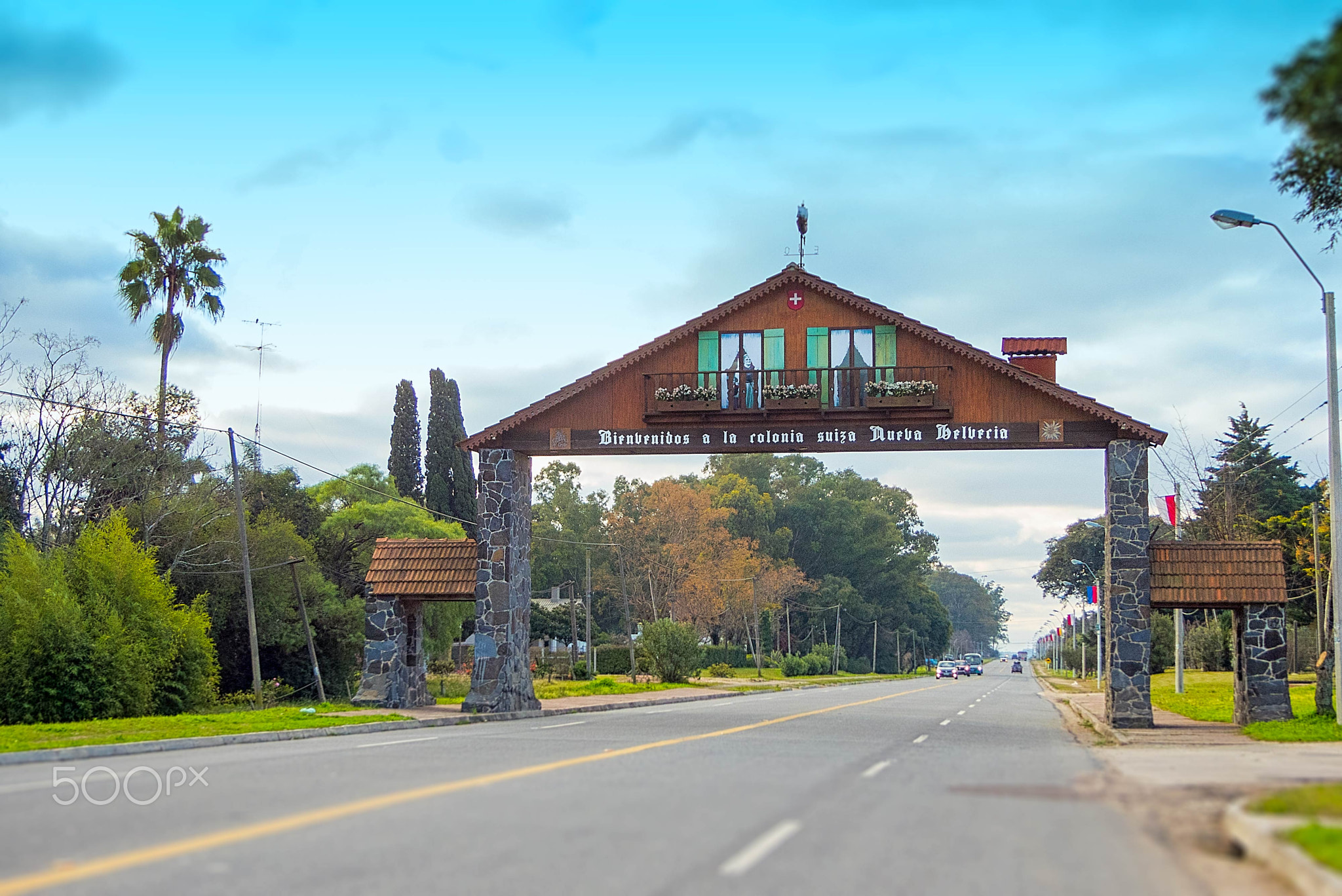
Pórtico de Nueva Helvecia

La inmigración suiza en Uruguay inició en la segunda mitad del siglo XIX, con la llegada de un importante contingente entre las décadas de 1860 y 1880, impulsado por la crisis económica derivada de la Revolución Industrial en el ámbito rural. La mayoría se asentó en la zona suroeste del país, especialmente en el Departamento de Colonia, donde fundaron la localidad de Nueva Helvecia. Allí preservaron sus costumbres y tradiciones, al mismo tiempo que impulsaron el desarrollo de la industria láctea y cervecera. Además, introdujeron la primera trilladora mecánica en Uruguay y fueron pioneros en la creación de industrias queseras, llegando incluso a fundar una escuela de lechería, única en su tipo en el país.
En el censo de 2011 se contabilizaron 260 suizos residiendo en Uruguay, mientras que se estimaban que aproximadamente 20 mil uruguayos poseían ascendencia suiza, en diferentes grados.

#### Ucranianos
La inmigración regular de ucranianos a Uruguay comenzó tras la Primera Guerra Mundial. En la década de 1920 comenzaron a llegar ucranianos principalmente desde Volinia, Polesia, Bucovina y los pueblos del este de Galitzia, como el óblast de Transcarpacia. No obstante, desde 1913, en la localidad de San Javier ya había presencia de ucranianos étnicos.
La mayoría de los ucranianos llegados a Uruguay se asentaron en el barrio Villa del Cerro de Montevideo, aunque también se formaron comunidades en los departamentos de San José, Salto, Río Negro y Paysandú, especialmente en zonas rurales. En 1934 se fundó la Sociedad Prosvita como una filial de la central en Buenos Aires. Se estima que en 1940 residían en Uruguay aproximadamente diez mil ucranianos.

## Inmigración americana

### América del Sur

#### Argentinos
La inmigración argentina en Uruguay ha sido significativa a lo largo de la historia del país. El intercambio económico, político y social entre ambos países se remonta a la época colonial. Asimismo, las sociedades argentina y uruguaya presentan importantes similitudes en términos de lenguaje, costumbres y tradiciones, debido a que a partir de la segunda mitad del siglo XIX, ambos países recibieron grandes oleadas de inmigración europea, especialmente de españoles e italianos, que dieron forma a la identidad cultural rioplatense. Como consecuencia, la inmigración argentina en Uruguay ha sido tradicionalmente imperceptible.
De acuerdo al censo de 2011, en Uruguay vivían 26 782 argentinos. Sin embargo, entre los años 2012 y 2023 llegaron al país 13.598 ciudadanos argentinos, representantando el 22% de los ingresos de extranjeros en ese período. Tanto Argentina como Uruguay son Estados miembros del  Mercado Común del Sur, lo cual facilita el tránsito de personas por las fronteras, sin necesidad de presentar pasaporte.
A partir de 2018, debido a la crisis económica argentina comenzó una nueva oleada de inmigración hacia Uruguay, que se acentuó con la pandemia de COVID-19. Entre enero de 2020 y febrero de 2022, aproximadamente 23 mil argentinos solicitaron una residencia permanente ante el Ministerio de Relaciones Exteriores. La mayoría se estableció en los departamentos de Canelones, Montevideo y Maldonado. Esta ola migratoria ha incluido una judíos argentinos, que se han afincado en el departamento de Maldonado, sumándose a la prominente comunidad judía uruguaya ya existente en la zona. En los últimos años del siglo XIX, se produjo la llegada a Montevideo, una considerable cantidad de sefardíes desde Buenos Aires.

#### Brasileños
Entre los migrantes brasileños del siglo XIX, destacan los padres de Aparicio Saravia, militar y caudillo del Partido Nacional; e Irineu Evangelista de Sousa, banquero y financista.
A lo largo de la frontera entre Uruguay y Brasil existen localicadades fronterizas como Chuy-Chuí, Rivera-Santana do Livramento y Artigas-Quaraí, en las cuales no existen grandes barreras físicas lo cual conlleva a la existencia de un fuerte intercambio cultural, económico, educativo y social entre las poblaciones de ambos ambos márgenes del límite internacional, dando lugar a "ciudades binacionales". Como consecuencia de este vínculo surgió el portuñol riverense ("fronteiriço"), un dialecto formado con la mezcla de portugués brasileño y español uruguayo.
En noviembre de 1920 se fundó el Clube Brasileiro, con el objetivo de reunir a los inmigrantes brasileños en Uruguay y sus descendientes, así como la promoción de la cultura de Brasil. La sede escogida fue un edificio del Centro de Montevideo, construido entre 1918 y 1919 por el arquitecto francés Camille Gardelle, y que fue nombrado como «Palacio Brasil». En 1940 se fundó el Instituto de Cultura Uruguayo Brasileño.

#### Venezolanos
A lo largo de los siglos XIX y XX, la inmigración venezolana en Uruguay fue baja; en el censo de 2011, se contabilizaron 956 venezolanos viviendo en Uruguay. Sin embargo, a partir de 2014 se dio un vertiginoso aumento del flujo migratorio debido a la crisis política, social y económica en Venezuela; entre los principales motivos destacan la facilidad en la tramitación de documentos debido a la pertenencia de ambos países al Mercado Común del Sur, el habla de la misma lengua, y la estabilidad política y económica de Uruguay. Una considerable cantidad de estos inmigrantes llegó al país solicitando asilo político.
En 2017, las autoridades uruguayas informaron un crecimiento anual del 20% en la solicitud de residencia por parte de venezolanos. Más de la mitad de los permisos de residencia otorgados entre enero y abril de 2018 correspondió a personas oriundas de Venezuela. Asimismo, en su mayoría se trataba de inmigrantes que contaban estudios universitarios. Para lograr llegar a Uruguay, una considerable cantidad de estos inmigrantes se embarcó en una travesía a pie, recorriendo diferentes rutas terrestres alternativas y atravesando varios países y biomas.
Debido a esta ola migratoria, se fundaron en Uruguay diferentes organizaciones no gubernamentales con el fin de ayudar a los venezolanos recién llegados, a instalarse en el país. En 2022 se registró un nuevo récord de ingreso de migrantes venezolanos a Uruguay, tras la apertura de las fronteras después de la pandemia de COVID-19. De acuerdo a datos del Censo de 2023, en Uruguay residían más de 33 mil venezolanos, lo que lo convertía en el decimocuarto país con la comunidad venezolana más grande.A su vez, según estudios realizados por la Cámara Venezolano-Uruguaya de Empresarios, Emprendedores y Profesionales (Cavenuy), más del 85% de ellos contaba con un emplejo estable.

### América del Norte, central y Caribe

#### Cubanos
Durante gran parte de la historia de Uruguay, la presencia de cubanos ha sido ínfima; de acuerdo al censo de 2011, residían en el país 456 personas nacidas en Cuba. Sin embargo, a partir de mediados de la década de 2010, el flujo migratorio de cubanos hacia territorio uruguayo comenzó a aumentar, llegando a superar en cantidad a los venezolanos para 2019.
Se estima que entre 2017 y 2022, alrededor de 30 mil cubanos llegaron a territorio uruguayo, sin embargo, una considerable cantidad se trasladó posteriormente a otros países, utilizando a Uruguay como «trampolín» para llegar a Estados Unidos o Europa. Uruguay exige un visado a los ciudadanos cubanos para ingresar al país, por lo que, ante la imposibilidad de obtenerlo, en  la mayoría de los casos se trasladan desde Brasil hasta el puesto fronterizo de la ciudad norteña de Rivera y solicitan acceder con el estatus de refugiado. Ante el rechazo, existe un importante número de indocumentados, que entraron a Uruguay sin el sellado de visa.
De acuerdo al Censo de 2023, en Uruguay residían aproximadamente 12.400 cubanos. En mayo de 2024, mediante un decreto del Poder Ejecutivo, se creó la figura legal de “residencia por arraigo”, destinada a los inmigrantes —en su gran mayoría cubanos—, que al momento de publicación de la norma, ya se encontraban en Uruguay tras ser solicitantes de refugio pero que habían sido rechazados por no cumplir con los requisitos e igual permanecieron en el país de manera irregular. La norma previó tres situaciones mediante los cuales los extranjeros podrían acceder a un permiso de residencia uruguayo: por arraigo laboral o por arraigo familiar, que es de tipo permanente, y por arraigo para la formación, de tipo emporal.

## Inmigración asiática

### Asia Occidental

#### Armenios

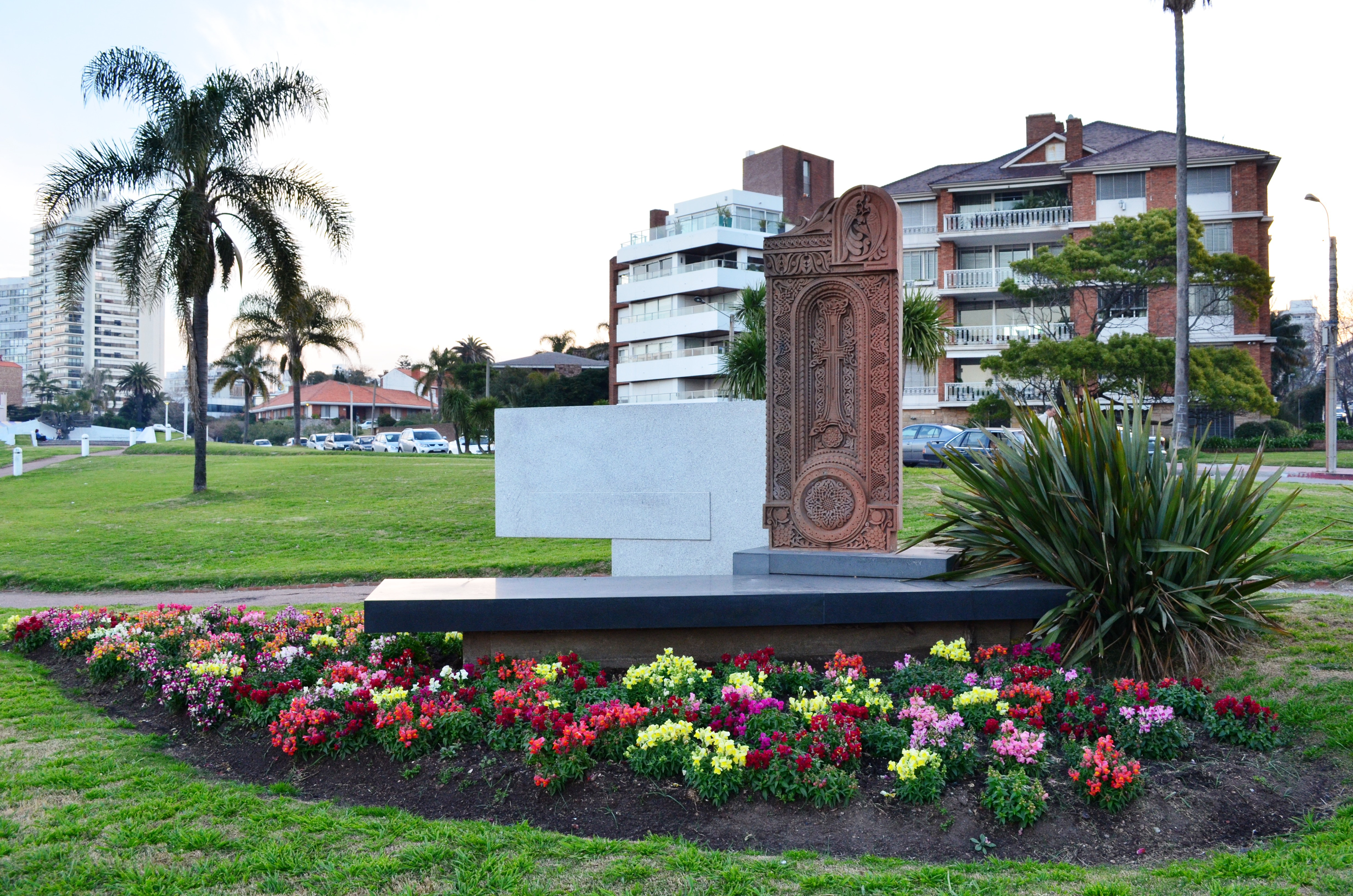
Jachkar en la plaza República de Armenia, Montevideo

La comunidad armenio-uruguaya es una de las más numerosas de América del Sur, así como una de las más antiguas de la diáspora armenia, habiendo surgido, de acuerdo a registros, en 1888. A su llegada al país se asentaron en Villa del Cerro o La Teja y trabajaban principalmente en la industria frigorífica, sin perjuicio de que algunos se dedicaban a la venta ambulante y el comercio, por lo que con el paso de los años, muchos de estos migrantes se trasladaron a otros barrios, como La Comercial.

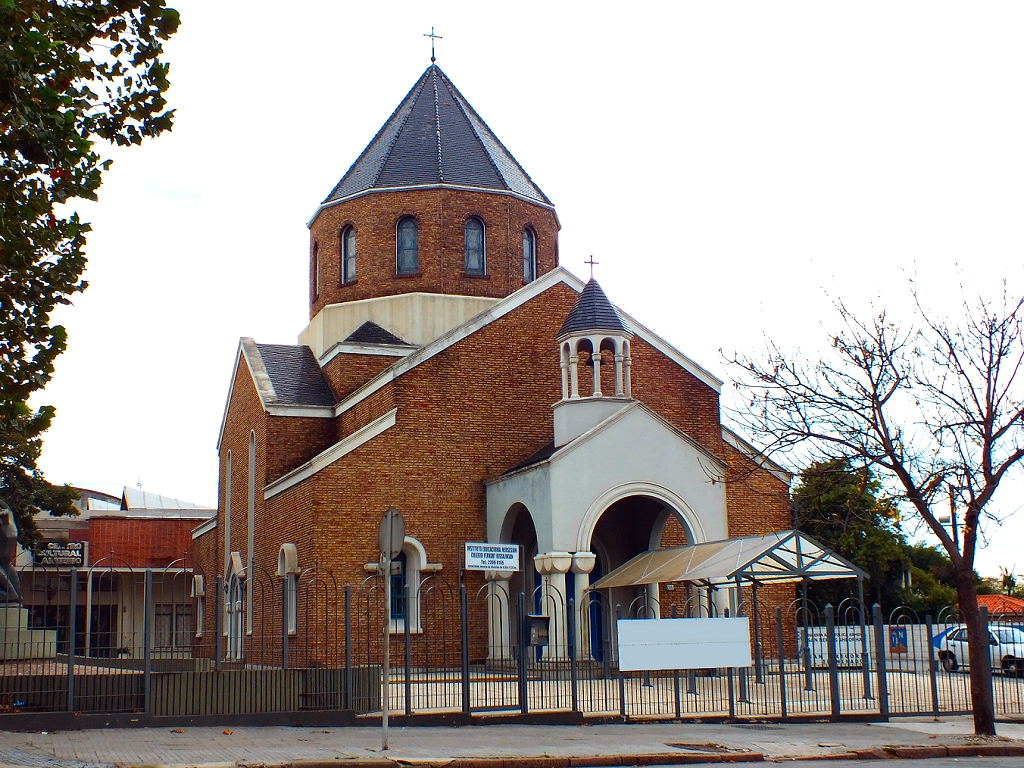
La Catedral San Nerses Shnorhalide Montevideo es de rito apostólico armenio (ortodoxo)

El pico de migración se dio entre las décadas de 1920 y 1930, cuando llegaron a Uruguay sobrevivientes del genocidio armenio, perpetrado por el Imperio otomano. En estos años se dio forma a la comunidad, con la creación de instituciones comunitarias, incluido el colegio armenio Jrimian, con el objetivo de preservar la cultura y reunir a los migrantes y sus descendientes. Asimismo, con la oleada migratoria llegaron al país fieles de distintas denominaciones religiosas; se fundaron templos de la Iglesia evangélica armenia en 1924, y de las Iglesias apostólica armenia y católica armenia en 1928.

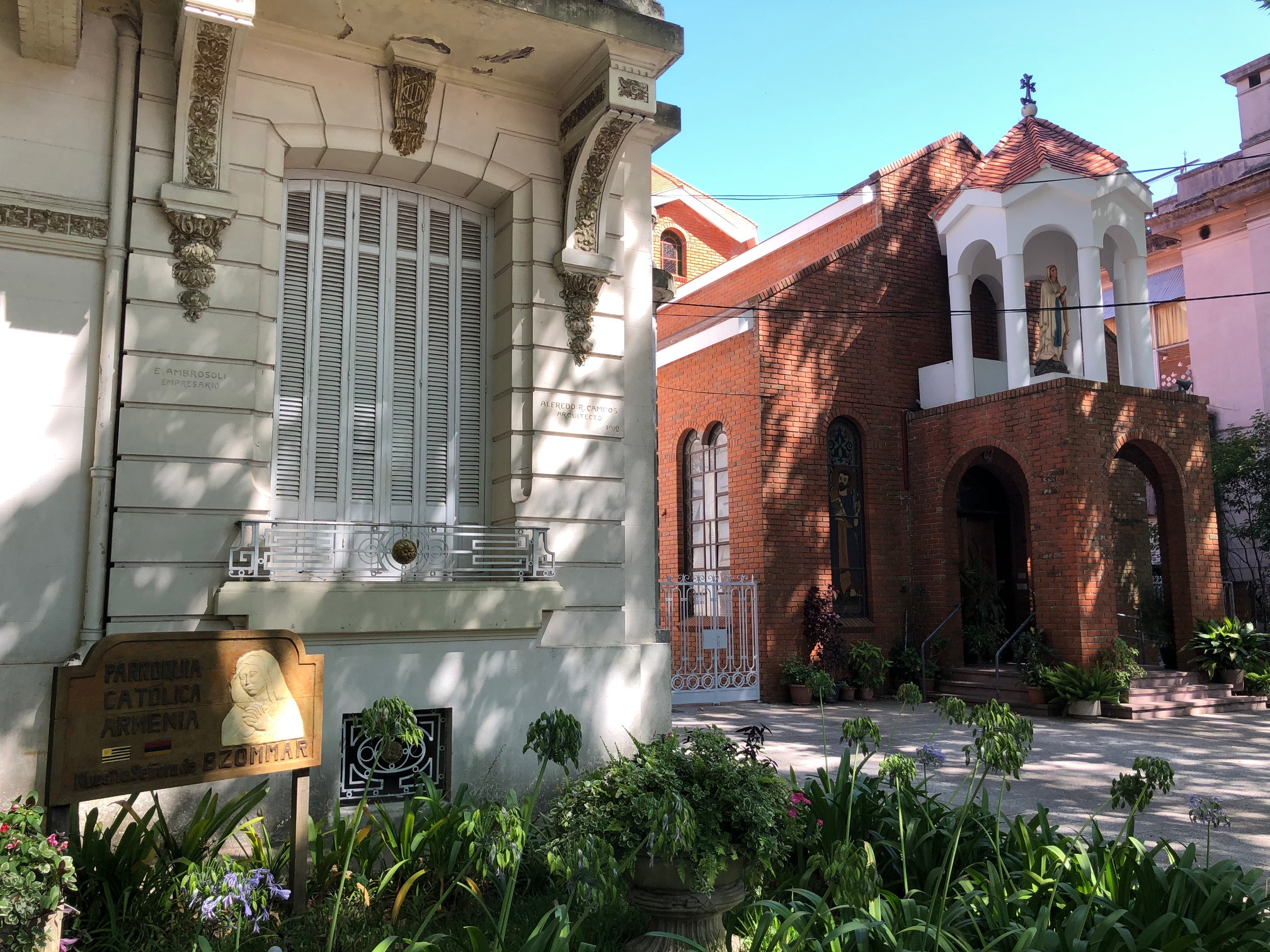
Catedral de Nuestra Señora de Bzommar, de rito católico armenio

En 1939 se instaló en Montevideo la Unión General Armenia de Beneficencia. En 1965, Uruguay fue el primer país del mundo en reconocer oficialmente los eventos ocurridos entre 1915 y 1923 como un «genocidio» . Compuesta por 16-20 mil integrantes, la comunidad armenio-uruguaya ha sido prominente en el ámbito político, deportivo, mediático y cultural de Uruguay.

#### Libaneses
La comunidad libanesa-uruguaya es uno de los grupos migratorios no europeos más importantes de Uruguay. La inmigración libanesa a Uruguay inició en la década de 1860, con la llegada de Emilio Neffa, un comerciante y empresario de la industria textil, al cual le siguió un contingente compuesto principalmente por cristianos maronitas cuya única lengua era el árabe. En un principio se instalaron en la Ciudad Vieja de Montevideo, y posteriormente en otras zonas del país, como los departamentos de Durazno y Rivera.
En la primera mitad del siglo XX, la colectividad creó diferentes asociaciones e instituciones, como la Sociedad Libanesa, el Club Libanés del Uruguay, la Sociedad Hijos de Darbeshtar y la Asociación Libanesa Femenina, creada en 1915. En 1924 se creó la misión católica maronita, con la llegada de Jorge Shallita, su primer abad. Por su parte, en 1929 se inauguró la Iglesia de Nuestra Señora del Líbano, ubicada en el barrio montevideano de Sayago, zona con fuerte presencia de la colectividad debido a la existencia de una fábrica textil que empleaba a una importante cantidad de sus integrantes.
Los primeros libaneses en Uruguay enfrentaron cierta discriminación, al ser calificados como "asiáticos"; debido a las restricciones que imponía la Ley N.° 2.096 de 1890 sobre la migración de «asiáticos y africanos y de los individuos conocidos con el nombre de zíngaros o bohemios», la comunidad sirio-libanesa realizó una petición formal a la Asamblea General para que se derogara dicha disposición y pudieran ingresar en el país sus familiares, que llegaban de Asia Menor. La solicitud fue aceptada, y mediante la Ley N.º 3,051 de 1906 se estableció que la prohibición de entrada no aplicaba «a los sirianos procedentes de la región del Líbano».
De acuerdo a estimaciones, la comunidad libanesa-uruguaya está formada por 70 mil personas, en su mayoría de tercera y cuarta generación.

### Asia Oriental

#### Japoneses

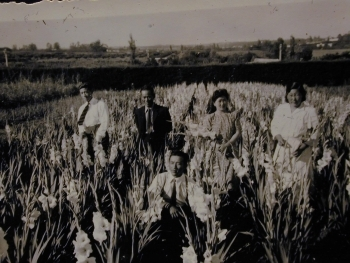
Floricultores japoneses en Uruguay a principios del.

La presencia nipona en Uruguay se remota a las primeras décadas de siglo XX. De acuerdo con la Agencia Japonesa de Cooperación Internacional, el primer nipón en emigrar a Uruguay fue Seiji Tsubota (坪田静仁 Tsubota Seiji?), un comerciante proveniente de la sureña ciudad de Kobe que llegó al Puerto de Montevideo en 1908 para ocupar el cargo de gerente de una casa comercial de artículos importados desde Japón, la cual se instaló sobre la calle Colón de la Ciudad Vieja.
La inmigración japonesa se caracterizó por ser indirecta, es decir, la mayoría de los nipones llegaron a Uruguay tras haberse asentado previamente en otro país de América del Sur, en la mayoría de los casos, en Brasil o en Argentina. Por otro lado, no se dio en grandes grupos y oleadas, sino que se llegaban ciudadanos individuales o en pequeños núcleos familiares, por lo que no se estableció una colonia que acogiera a todos.
Gran parte de los inmigrantes provenía del ámbito rural, lo cual repercutió en las actividades que desarrollaron en Uruguay, fundamentalmente la floricultura. El flujo migratorio de nipones a Uruguay se desarrolló principalmente en dos períodos, el primero abarcando desde inicios del siglo XX hasta la Segunda Guerra Mundial, época en la que se dio una gran migración hacia América del Sur desde Japón; y el segundo, abarcando las décadas de 1950 y 1960. Es en este último período en el que se funda la Asociación Japonesa en el Uruguay, tras la iniciativa de un grupo de inmigrantes nipones residentes en Villa Colón. En el censo de 2011 se contabilizaron 186 issei en el país.